# Liechtensteiner-Cup 1949-1950
La Liechtensteiner-Cup 1949-1950 è stata la quinta edizione della coppa nazionale del Liechtenstein conclusa con la vittoria finale del FC Triesen, al suo quarto titolo.
Della competizione è noto solo il risultato della finale.

## Finale
| Triesen | FC Triesen | 3 – 2 | Vaduz |  |